# Base d'aéronautique navale
Pour les articles homonymes, voir BAN.

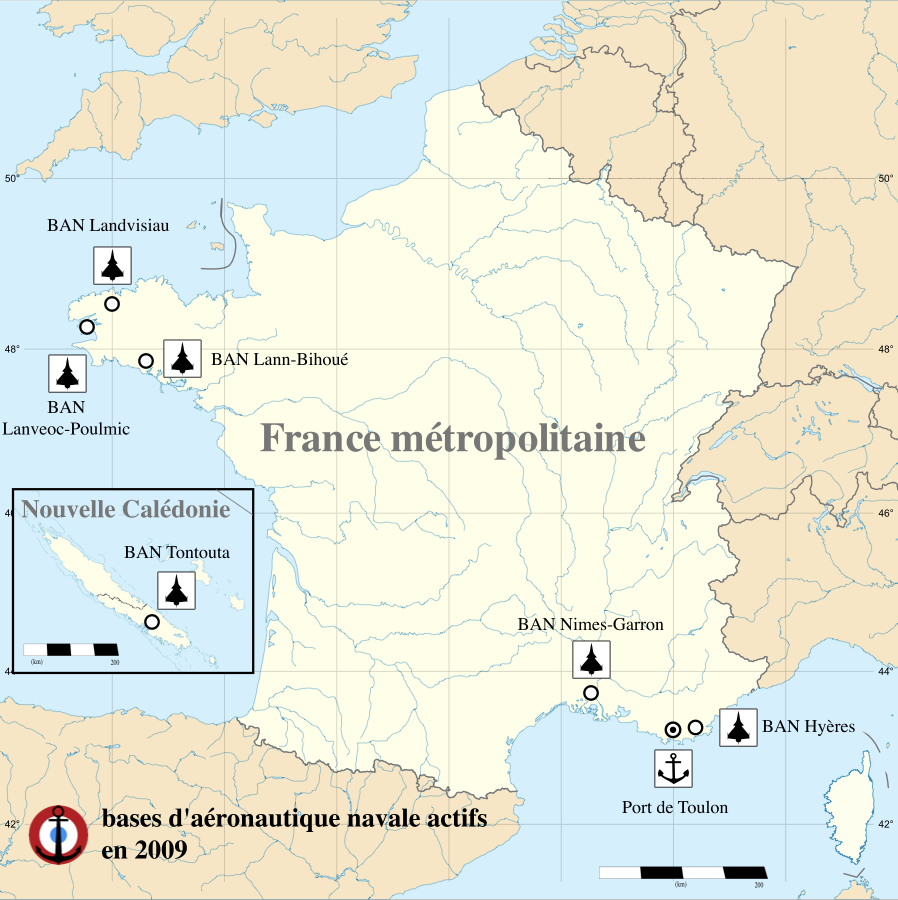
Les bases d'aéronautique navale en service en 2009. Deux ont été dissoutes en 2011.

Base d'aéronautique navale (abrégé en BAN) est l'appellation donnée par la Force maritime de l'aéronautique navale (plus connue sous son ancien nom d'Aviation navale, composante de la Marine nationale française), à ses bases aériennes terrestres.
Cette appellation suit celle de Base aéronautique maritime (BAM).

## Composition d'une BAN
Une BAN accueille toujours les services suivants :
- Le Service Technique (ST)
- Le Service Opérations (OPS)
- Les Services Généraux
- Le Commissariat
- Le Service Hygiène Santé (Infirmerie)
- Le Service des Systèmes d'Informations et de Commandement de l'Aviation Navale Locale (SERSICAL)

Une BAN peut, éventuellement, accueillir :
- Le Service des essences des armées (SEA)
- La Gendarmerie maritime
- La Direction générale des Douanes et Droits indirects

## Fonctionnements et rôles des différents services

### Le Service Technique

#### Le Groupe Aéronautique (GA)
Assure la maintenance des aéronefs, de leurs équipements, et du matériel au sol.
Le GA est composé du :
- SMA : Service de Maintenance Aéronautique, composé de :
  - Secteur Parc
    - TP Porteur
    - TP Avionique

  - Secteur Atelier
    - Visites de 2d Niveau
    - Atelier Moteur
    - Atelier Hélice

  - Service Piste
  - Service Escale (éventuellement fusionné avec le service piste)
  - Service EIA (uniquement pour les pistes équipées de brins d'arrêts)
  - Magasin
- SAA : Service des Ateliers Aéronautiques, composé de :
  - Secteur Ateliers
    - Atelier Hydraulique
    - Atelier Électricité
    - Atelier Électronique
    - Atelier Instrument de bords
    - Atelier MATMOM

  - MF : Magasin de Fonctionnement
  - MLA : Magasin Lot d'Autonomie
- S.ARM : Service Armement, chargé du ravitaillement en munitions et artifices, de la maintenance des armes aéroportés, des équipements de secours et de sauvetages, du matériel photo et des systèmes optoélectroniques
- BOT : Bureau Organisation du Travail

#### Le Service Qualité et Contrôle (SQC)
Conseille les unités sur la technique et la logistique.
Le SQC est composé de la :
- Section Qualité
- Section Contrôle
- Métrologie
- Section Administration des Données et Technologistique

#### Le Service Industriel (S.INDUS)
Assure le soutien technique de la BAN, soit : l'entretien courant des bâtiments, le roulage, et la confection industrielle.

#### Le Service Ravitaillement-Transit (RAV)
Stocke et délivre les rechanges de matériel et de produits.
Le RAV est composé de :
- BEX : Bureau Exploitation
- Secteur Trajet-Recette
- Magasin Aéronautique
- Bureau de suivi des MCO

#### Le Service Instruction Technique
Responsable de l'instruction et du suivi des stages effectués par le personnel de la BAN.

## Liste des bases d'aéronautique navale
En 1971, neuf bases étaient en activité en métropole dont la base d'aéronautique navale d'Aspretto.
Dans les années 2000, il existait 6 bases ; en 2011, une a fermé et une a été transférée à l'Armée de l'air :[réf. souhaitée]BAN Frejus St Raphael BAN de Cuers 
- BAN Landivisiau, inaugurée le 1er février 1965[1],
- BAN Lann-Bihoué,
- BAN Hyères Le Palyvestre,
- BAN Nîmes-Garons, fermée le 1er juillet 2011,
- BAN Lanvéoc-Poulmic,
- La BAN Tontouta a été reprise le 23 août 2011 par l'Armée de l'air sous le nom de base aérienne 186 Nouméa.

## Source
- Cours officiels internes à la Marine Nationale